# Женевьева Брабантская

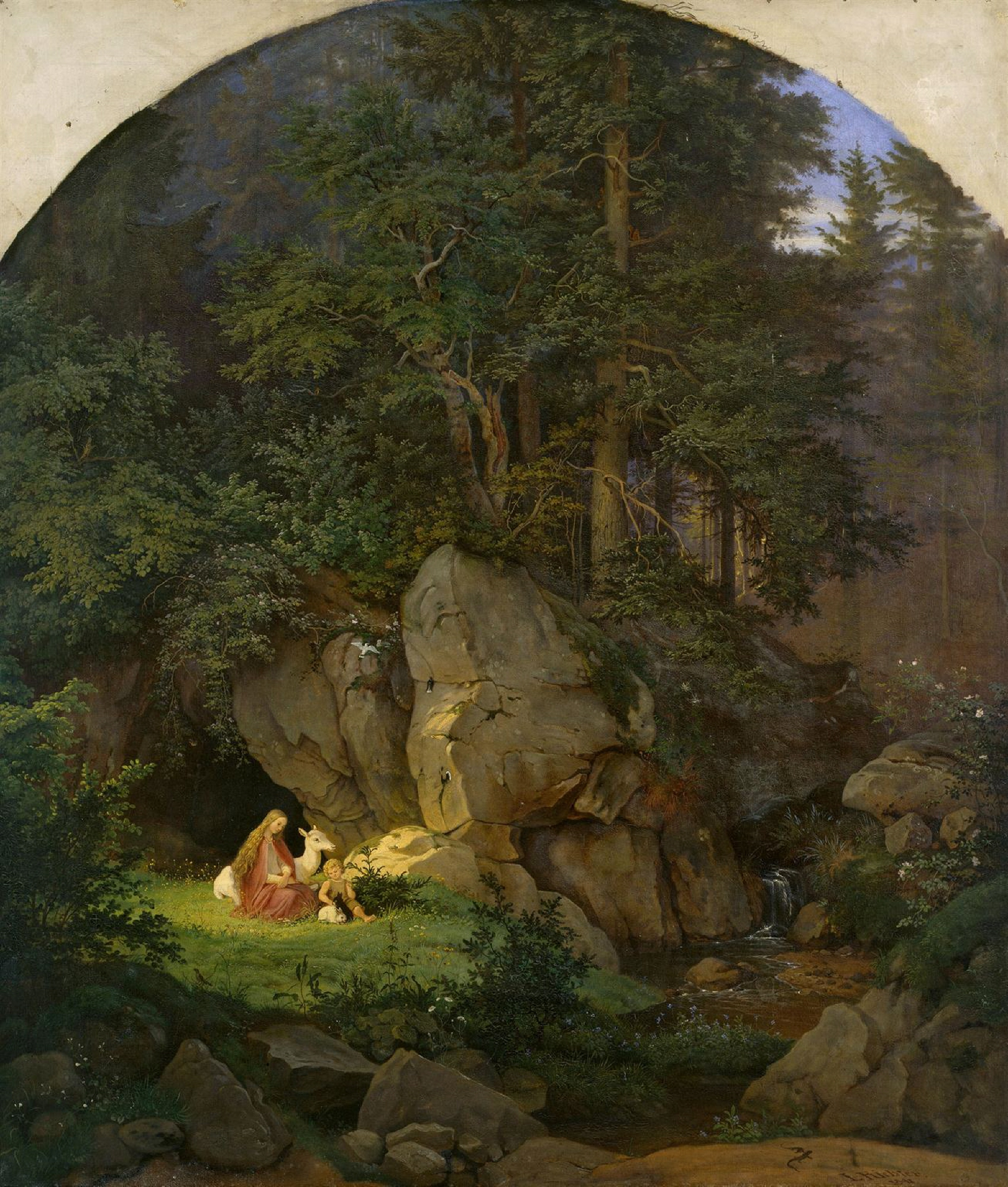
Людвиг Рихтер. Женевьева Брабантская в лесу. 1841

Женевьева Брабантская (вариант написания — Геновефа; нем. Genoveva von Brabant; около 730 — около 750) — героиня известной средневековой легенды.

## Историческая достоверность
Среди исследователей нет единого мнения по поводу того, идёт ли речь о полностью вымышленном персонаже или в основе сюжета лежат реальные факты. Наиболее ранняя рукопись легенды относится к 1472 году; автор её, Матиас Эмихий, был богословом. История Женевьевы Брабантской приводится также в Acta Sanctorum и различных латинских компиляциях духовного характера, составленных в XVI—XVII веках.

## Содержание легенды
Женевьева — дочь герцога Брабантского и супруга пфальцграфа Зигфрида, во времена Карла Мартелла обвиненная в нарушении супружеской верности. Она была приговорена к смерти, но спасена слугой, на которого была возложена обязанность её умертвить; прожила вместе с сыном шесть лет в пещере в Арденнах, питаясь кореньями. В конце концов была найдена мужем во время охоты и возвращена домой.

## Обработки сюжета
Сюжет о Женевьеве Брабантской пользовался широкой популярностью во всей Европе, начиная со Средних веков и кончая эпохой романтизма (драмы Тика и Мюллера-живописца, «О Германии» мадам де Сталь). В 1646 году иезуит Рене де Серизье выпустил своеобразный моралистический триптих «Три невинных души» (Les Trois Estats de l’Innocence), куда вошла и история Женевьевы.
В начале XIX века новую популярность сюжету придало одноимённое (Genovefa) произведение Христофора Шмида. Роберт Шуман положил сюжет о Женевьеве в основу оперы, поставленной в 1850 году. Жак Оффенбах превратил сюжет в оперу-буфф (1867).
В самом начале романа «В поисках утраченного времени» Марсель Пруст упоминает о том сильнейшем впечатлении, которое произвели на него в детстве картинки для волшебного фонаря, рассказывавшие историю Женевьевы.